# 聖雅嘉小堂 (祖里格)
聖雅嘉小堂是馬耳他祖里格的一座天主教小堂。
該堂是該國奉獻予聖雅嘉的四座教堂之一。